# Wiltrud Urselmann
Wiltrud Urselmann   (Krefeld, 12 de maig de 1942) és una nedadora alemanya ja retirada, especialista en braça, que va competir durant les dècades de 1950 i 1960. Es casà amb el waterpolista Hermann Haverkamp.
El 1960 va prendre part en els Jocs Olímpics d'Estiu de Roma, on guanyà la medalla de plata en els 200 metres braça del programa de natació, rere Anita Lonsbrough. Quatre anys més tard, als Jocs de Tòquio, fou eliminada en sèries en la mateixa prova.
En el seu palmarès també destaca una medalla de bronze en els 200 metres braça del Campionat d'Europa de natació de 1958 i set campionats nacionals dels 200 metres braça entre 1957 i 1963. El 6 de juny de 1960 va establir un nou rècord mundial en la mateixa distància (2' 50.2"), superant l'anterior rècord d'Anita Lonsbrough. El 1957 fou escollida l'Esportista Alemanya de l'Any pels seus èxits nacionals.